# Cantón de Marcillac-Vallon
El cantón de Marcillac-Vallon era una división administrativa francesa, que estaba situada en el departamento de Aveyron y la región de Mediodía-Pirineos.

## Composición
El cantón estaba formado por diez comunas:
- Balsac
- Clairvaux-d'Aveyron
- Marcillac-Vallon
- Mouret
- Muret-le-Château
- Nauviale
- Pruines
- Saint-Christophe-Vallon
- Salles-la-Source
- Valady

## Supresión del cantón de Marcillac-Vallon
En aplicación del Decreto n.º 2014-205 de 21 de febrero de 2014, el cantón de Marcillac-Vallon fue suprimido el 22 de marzo de 2015 y sus 10 comunas pasaron a formar parte del nuevo cantón de Vallon.